# Ponte ferroviario del Liffey
Il ponte ferroviario del Liffey (in irlandese Droichead Iarnróid na Life, in inglese Liffey railway bridge) è un ponte ferroviario che attraversa il fiume Liffey, vicino alla stazione di Heuston, Dublino, Irlanda. Unisce le linee di provenienti da questa stazione a quelle della stazione di Connolly e viceversa. È solitamente usato per il trasporto di merci ma spesso viene sfruttato per portare i tifosi delle squadre della GAA a Croke Park. Attualmente si sta parlando di unire le linee separate che terminano rispettivamente a Connolly e a Heuston in linee uniche passanti anche per questa galleria.